# الدروس الحسنية
الدروس الحسنية هي دروس تلقى بحضرة أمير المؤمنين في المملكة المغربية، وتحت رئاسته الفعلية وبحضور كوكبة من العلماء والمشايخ والدعاة والقراء وأصحاب الفكر والثقافة من المغرب وخارجه طيلة أيام شهر رمضان، أنشأها الحسن الثاني سنة 1963م وتزامن ذلك مع انتخاب أول برلمان مغربي.

## تاريخ
تعتبر الدروس الحسنية سُنة انفردت بها المملكة المغربية في شهر رمضان، على باقي دول العالم العربي والإسلامي؛ بحيث أصبح القصر الملكي بالرباط جامعة رمضانية، يتم دعوة الفقهاء والباحثين لإلقاء دروسهم من خلالها حول قضايا وهموم الأمة الإسلامية ومشاكلها، وفق منهجية علمية مع الحكمة والوسطية في الطرح والمعالجة، وكان الحسن الثاني قبل إنشائها متخوفا وبلاده فتية وذات عهد بالاستقلال وموجات الاستلاب الإيديولوجي الغربي تزحف على البلاد العربية والإسلامية، بالإضافة إلى تنامي المد الشيوعي الإلحادي وصعود اليسار في الجامعات المغربية، فتدخل الحسن الثاني بدستور يؤكد على أن الإسلام هو دين الدولة المغربية الرسمي، كما أطلق الدستور لقب أمير المؤمنين على ملك البلاد، وقد كان لهذا اللقب أثر على مسيرة الحسن الثاني في تسيير الشأن الديني، من بينها إنشاء الدروس الحسنية الرمضانية لإعادة الاعتبار لمكانة العلماء والفقهاء ودورهم الفعال في حصانة الأمة وإحداث هذا المنبر العلمي ليساهم في لملمة الصف الإسلامي المترهل، بفعل عوامل الهدم الكثيرة التي عملت على إذكاء روح الفتنة. وقد فتحت الدروس أبوابها لجميع العلماء والأساتذة بغض النظر عن مذاهبهم وتوجهاتهم الفكرية، سنية كانت أم شيعية أم إباضية. كما فتحت هذه الدروس الباب لمشايخ الصوفية.

### الجمهور
يدعى لحضور هذه الدروس أكابر شخصيات الدولة المغربية، من أمراء ومستشارين وضباط ووزراء ورؤساء الفرق البرلمانية وأعضاء الدواوين الوزارية ورؤساء المجالس العلمية وعمداء الجامعات، والعديد من الشخصيات العلمية والثقافية وأصحاب الفكر والرأي، كما يحضر هذه الدروس السلك الدبلوماسي العربي والإسلامي المعتمد في المغرب.

## بروتوكول الدروس
جرى العرف والعادة في هذه الدروس وقبل أن يصعد المحاضر إلى مكان الدرس تتلى آيات من القرآن يلقيها أحد القراء المشهورين من المغرب أو خارجه، وعند حضور الملك وبعد أن يلقي تحيته على الضيوف، يتقدم أحد العلماء لإلقاء درسه أمامه في مدة تتراوح بين 50 و60 دقيقة، وينقل هذا الدرس عبر أمواج الإذاعة والتلفزة الوطنية مباشرة.

## الضيوف
اعتلا هذا المنبر ثلة من العلماء والفقهاء من أمثال الإمام أبو الأعلى المودودي وشيوخ الأزهر كجاد الحق علي جاد الحق ، والمجاهد الشيخ عبد الفتاح أبو غدة ، كما صعده الزعيم الشيعي الإمام موسى الصدر ، والعلامة الدكتور عبد الله بن عبد المحسن التركي أمين عام رابطة العالم الإسلامي ، والشيخ أبي الحسن الندوي والشيخ متولي الشعراوي ،والشيخ سعيد رمضان البوطي ، والشيخ محمد الحبيب بلخوجة، والدكتور عصام احمدالبشير وزير الأوقاف الاسبق بالسودان، وصبحي الصالح ، والعلامة الشيخ يوسف القرضاوي، والدكتور عبد الصبور شاهين ، والشيخ محمد سيد طنطاوي، والشيخ عبد الله بن بيه إلى جانب علماء من المغرب من مثل المكي الناصري، والعلامة علال الفاسي، والشيخ عبد الله كنون، والفقيه الرحالي الفاروقي، والعلامة الدكتور أحمد التوفيق وزير الأوقاف والشؤون الإسلامية في المغرب والرئيس المنتدب لـمؤسسة محمد السادس للعلماء الأفارقة، والدكتور عبد الكبير العلوي المدغري ، ومحمد الأزرق ، والشيخ الغازي الحسيني ، والدكتور لسان الحق ، والدكتور محمد يسف والدكتور أحمد عبادي وفريد الأنصاري ومصطفى بن حمزة، والدكتور فاروق النبهان وغيرهم. تميزت الدروس في عهد محمد السادس باعتلاء المرأة لأول مرة المنبر الحسني في شخص الدكتورة رجاء الناجي المكاوي.
وتتحول الدروس مناسبة لهؤلاء الفقهاء القادمين من مختلف البلدان لإلقاء الدروس والمحاضرات في بعض المساجد والجامعات والمؤسسات التابعة لوزارة الأوقاف سواء بالعاصمة الرباط، أو المدن الأخرى كالدار البيضاء وفاس ومكناس وسلا وغيرها. وتخصص لهم أيام الراحة لزيارة بعض المعالم التاريخية والأثرية، أو لحضور بعض الأنشطة الدينية كليلة القرآن التي تنظمها وزارة الأوقاف على شرفهم.

قال الشيخ العلامة محمد طه الصابونجي مفتي طرابلس في لبنان، في حق هذه الدروس الرمضانية : 

## وصلات خارجية
- الدروس الحسنية وزارة الأوقاف والشؤون الإسلامية المغربية